# Dilochia longilabris
Dilochia longilabris är en orkidéart som beskrevs av Johannes Jacobus Smith. Dilochia longilabris ingår i släktet Dilochia och familjen orkidéer. Inga underarter finns listade i Catalogue of Life.